# مريم جعفري أزرماني
مريم جعفري أزرماني (بالفارسية: مریم جعفری آذرمانی) هي شاعرة و ناقدة أدبية ومترجمة إيرانية، وُلدت في الخامس والعشرين من شهر نوفمبر لعام 1977 في العاصمة الإيرانية طهران.

## حياتها
بدأت مريم في كتابة الشعر في عام 1996، وهي تنشر العديد من الكتب الشعر منذ عام 2007. تخرجت من جامعة الزهراء حاصلة على درجة الماجستير في الأدب الفارسي، و كان عنوان أطروحتها«تحليل أثر مئة قصيدة لحسين منزوي القائمة على نظريات جرايس». درست مريم الترجمة من اللغة الفرنسية وقد حصلت على ليسانس فيها، وترجمت أيضًا أشعار فرنسية.

## الكتب
- سمفونیِ روایتِ قفل شده (سمفونية السرد المغلق )
- پیانو (بيانو)[2][3]
- هفت (سبعة)
- زخمه (الانتفاء)
- قانون (القانون)
- 68 ثانیه به اجرای این اپرا مانده است (68 ثانية متبقية على عرض هذه الأوبر)
- صدای ارّه می آید (منشار قد يُسمع)[4][5]
- تریبون (تقدير) [6]
- مذاکرات (مفاوضات)
- دایره (دائرة)
- ضربان (ضربة)